# Saint-Pierre-des-Corps
Saint-Pierre-des-Corps [sɛ̃ pjɛʁ de kɔʁ] ist eine französische Stadt an der Loire mit 15.698 Einwohnern (Stand: 1. Januar 2022). Sie liegt in Mittelfrankreich im Département Indre-et-Loire der Region Centre-Val de Loire, etwa drei Kilometer östlich vom Stadtzentrum von Tours, zwischen Loire und Cher. Sie ist Hauptort (chef-lieu) des gleichnamigen Kantons. Die Einwohner nennen sich Corpopétrussiens. Der Name der Stadt leitet sich vom lateinischen Wort corbus ab, das Rabe bedeutet.

## Geographie
Die Gemeinde liegt am linken Ufer der Loire, das Gemeindegebiet wird auch vom Flüsschen Filet durchquert. Sie grenzt im Norden an Rochecorbon, im Osten an La Ville-aux-Dames, im Südosten an Larçay, im Süden an Saint-Avertin und im Westen an Tours.

## Geschichte
Eine bronzezeitliche Besiedlung ist archäologisch für das Gemeindegebiet nachweisbar.
Während der Französischen Revolution wurde dem Ort der Name La Clarté-Républicaine gegeben. Mit der Industrialisierung des 19. Jahrhunderts erfuhr der Ort auch einen wirtschaftlichen Aufschwung. Nach dem Zweiten Weltkrieg, der im Ort erhebliche Schäden hinterließ, stieg die Bevölkerungszahl auf über 10.000 Einwohner an und erreichte Anfang der 1980er Jahre mit über 18.000 einen Höchststand.

### Bevölkerungsentwicklung
| Jahr                       | 1962   | 1968   | 1975   | 1982   | 1990   | 1999   | 2011   | 2017   |
| Einwohner                  | 14.172 | 15.232 | 18.292 | 18.313 | 17.947 | 15.773 | 15.260 | 15.838 |
| Quellen: Cassini und INSEE |        |        |        |        |        |        |        |        |

## Verkehr

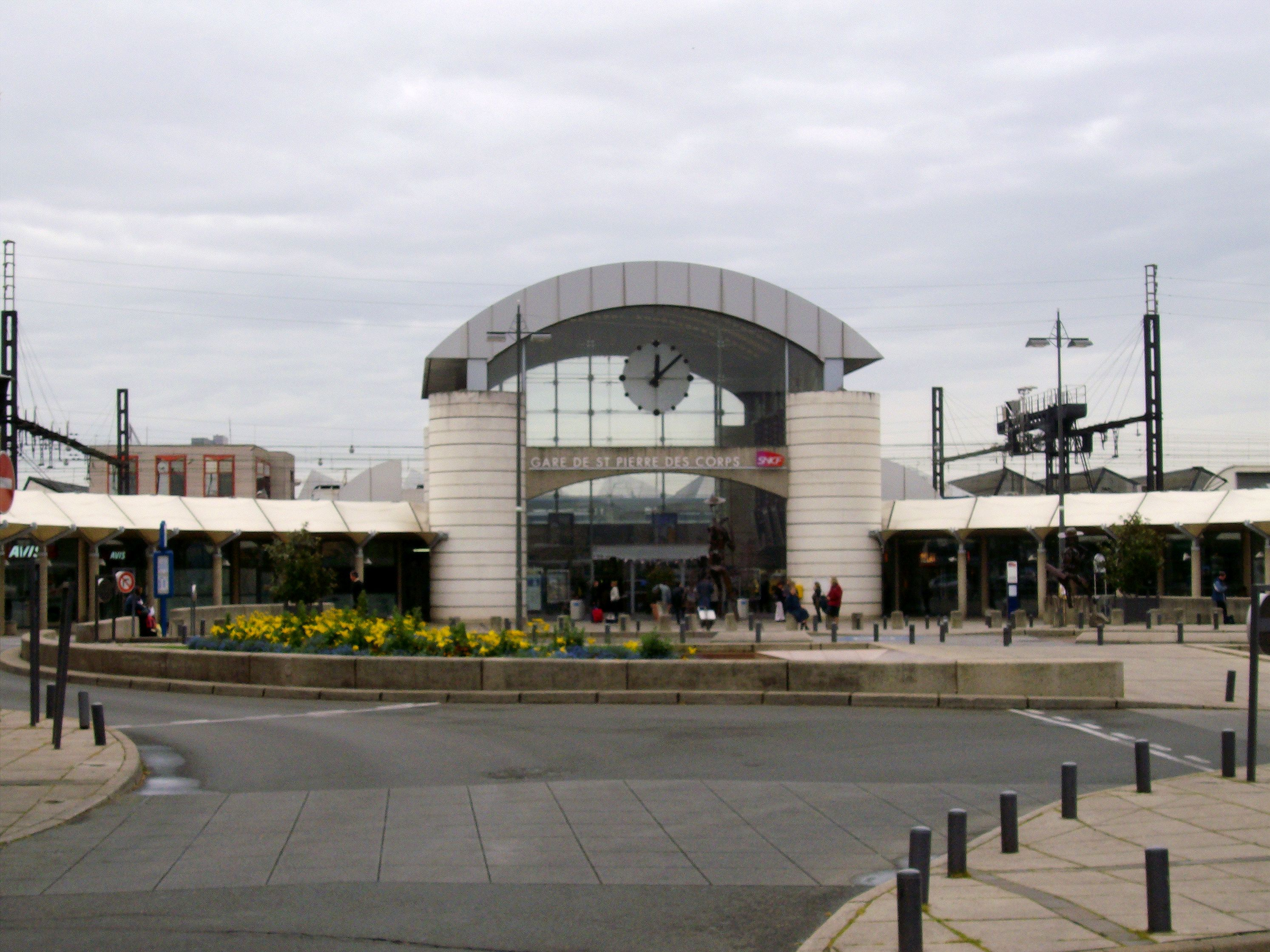
Bahnhof

Der Bahnhof Saint-Pierre-des-Corps liegt an der Bahnstrecke Paris–Bordeaux, die in diesem Abschnitt am 2. April 1846 eröffnet wurde. Die Bahnstrecke Vierzon–Saint-Pierre-des-Corps wurde am 18. Oktober 1869 in Betrieb genommen. Als bedeutender Knotenpunkt wurde der Bahnhof im Zweiten Weltkrieg wiederholt zum Ziel alliierter Luftangriffe.
Mit der Eröffnung der Hochgeschwindigkeitsverbindung LGV Atlantique erhielt er 1990 ein modernes Empfangsgebäude. Um den Fahrtrichtungswechsel im Kopfbahnhof von Tours zu vermeiden, halten viele TGV zwischen Paris und Bordeaux in Saint-Pierre-des-Corps. Zudem wird er von Regionalzügen des TER Centre-Val de Loire, Ouigo-Zügen klassischen Typs, Intercité- und Interloire-Zügen bedient.

## Persönlichkeiten
- Xavier Gravelaine (* 1968), Fußballspieler (Stürmer) und -trainer
- Franck Rabarivony (* 1970), ehemaliger Fußballspieler
- Jean-Marc Lelong (1949–2004), Comiczeichner
- Cyril Lemoine (* 1983), Radrennfahrer
- Franck Silvestre (* 1967), ehemaliger Fußballspieler
- Mikaël Silvestre (* 1977), Fußballspieler